# Snježna kraljica (slalomska utrka)
Snježna kraljica (eng. Snow Queen Trophy) je naziv za žensku slalomsku utrku Svjetskog skijaškog kupa koja se održava na zagrebačkom Sljemenu od 2005. godine. Izvorni naziv utrke u njenom prvom izdanju bio je Zlatni medvjed ali je promijenjen u čast Janice Kostelić bez čijih sportskih uspjeha utrka ne bi ni bila dana Hrvatskoj i Zagrebu na organizaciju. 

## Zanimljivosti
- Skija se na Crvenom spustu. Start je na 985 a cilj na 785 metara.
- Nagradni fond koji se dodjeljuje na Snježnoj kraljici najveći je u ženskim utrkama Svjetskog kupa i iznosi 165 tisuća eura, s tim da pobjednici pripada 60 tisuća, dok je 2012. godine bio 120 tisuća eura.[1]
- Na prvim izdanjima prisustvovalo je 15 do 20 tisuća gledatelja što ju je čini najposjećenijom ženskom utrkom u Svjetskom kupu.
- Utrka je jedina koja se održava u neposrednoj blizini nekog milijunskog grada.
- Sam trofej koji se dodjeljuje pobjednici je ručno izrađena kristalna kruna kojom se dotična kruni i na koju se ugravira njeno ime, a dobiva i plašt te sjeda na prijestolje poput prave kraljice.
- 5. siječnja 2006., na svoj 24. rođendan, Janica Kostelić je ovdje odvezla možda i njenu najbolju utrku života kojom je ušla u legendu svjetskog skijanja. Sa 7. mjesta iz prve vožnje bez štapa i rukavice doskijala je do 3. mjesta u drugoj preteknuvši usput i aktualnu olimpijsku pobjednicu u slalomu Anju Pärson što je pothvat bez premca u povijesti svjetskog skijanja.
- Na Sljemenu je Ana Jelušić osvajanjem 2. mjesta 2007. godine postala prva Hrvatica poslije Janice Kostelić koja je osvojila neku medalju u Svjetskom kupu.

## Popis pobjednica
██ najmanja/najveća prednost pobjednice
| Godina | Pobjednice                            | Pobjednice                            | Drugoplasirana                        | Trećeplasirana                        | Rezultati                             |
| Godina | Skijašica                             | MP [s]                                | Drugoplasirana                        | Trećeplasirana                        | Rezultati                             |
| ------ | ------------------------------------- | ------------------------------------- | ------------------------------------- | ------------------------------------- | ------------------------------------- |
| 2005.  | Tanja Poutiainen                      | +0,07                                 | Kristina Koznick                      | Marlies Schild                        | Rezultati 2005.                       |
| 2006.  | Marlies Schild                        | +0,44                                 | Kathrin Zettel                        | Janica Kostelić                       | Rezultati 2006.                       |
| 2007.  | Marlies Schild (2)                    | +1,66                                 | Ana Jelušić                           | Šarka Zahrobska                       | Rezultati 2007.                       |
| 2008.  | Tanja Poutiainen (2)                  | +0,52                                 | Marlies Schild                        | Veronika Zuzulova                     | Rezultati 2008.                       |
| 2009.  | Maria Riesch                          | +0,44                                 | Nicole Gius                           | Šarka Zahrobska                       | Rezultati 2009.                       |
| 2010.  | Sandrine Aubert                       | +0,43                                 | Kathrin Zettel                        | Susanne Riesch                        | Rezultati 2010.                       |
| 2011.  | Marlies Schild (3)                    | +0,75                                 | Maria Riesch                          | Manuela Mölgg                         | Rezultati 2011.                       |
| 2012.  | Marlies Schild (4)                    | +1,40                                 | Tina Maze                             | Michaela Kirchgasser                  | Rezultati 2012.                       |
| 2013.  | Mikaela Shiffrin                      | +1,19                                 | Frida Hansdotter                      | Erin Mielzynski                       | Rezultati 2013.                       |
| 2014.  | Nije održana zbog nedostatka snijega. | Nije održana zbog nedostatka snijega. | Nije održana zbog nedostatka snijega. | Nije održana zbog nedostatka snijega. | Nije održana zbog nedostatka snijega. |
| 2015.  | Mikaela Shiffrin (2)                  | +1,68                                 | Kathrin Zettel                        | Nina Løseth                           | Rezultati 2015.                       |
| 2016.  | Nije održana zbog nedostatka snijega. | Nije održana zbog nedostatka snijega. | Nije održana zbog nedostatka snijega. | Nije održana zbog nedostatka snijega. | Nije održana zbog nedostatka snijega. |
| 2017.  | Veronika Velez-Zuzulová               | +0,24                                 | Petra Vlhová                          | Šárka Strachová                       | Rezultati 2017.                       |
| 2018.  | Mikaela Shiffrin (3)                  | +1,59                                 | Wendy Holdener                        | Frida Hansdotter                      | Rezultati 2018.                       |
| 2019.  | Mikaela Shiffrin (4)                  | +1,25                                 | Petra Vlhová                          | Wendy Holdener                        | Rezultati 2019.                       |
| 2020.  | Petra Vlhová                          | +1,31                                 | Mikaela Shiffrin                      | Katharina Liensberger                 | Rezultati 2020.                       |
| 2021.  | Petra Vlhová (2)                      | +0,05                                 | Katharina Liensberger                 | Michelle Gisin                        | Rezultati 2021.                       |
| 2022.  | Petra Vlhová (3)                      | +0,50                                 | Mikaela Shiffrin                      | Katharina Liensberger                 | Rezultati 2022.                       |

Statistika (2019.)
| Skijašica                    | Pobjede | Top 3 |
| ---------------------------- | ------- | ----- |
| Marlies Schild               | 4       | 6     |
| Mikaela Shiffrin             | 4       | 4     |
| Tanja Poutiainen             | 2       | 2     |
| najviše postolja bez pobjede |         |       |
| Šárka Strachová              | 0       | 3     |
| Kathrin Zettel               | 0       | 3     |

## Zanimljivosti
- Najmanja prednost pobjednice: 7 stotinki 2005.
- Najveća prednost pobjednice: 1 sekunda i 68 stotinki 2015.
- Najmlađa pobjednica: Mikaela Shiffrin 2013., 17 godina i 9 mjeseci[2]

## Vanjske poveznice
- Službena stranica (hrv.)
- Službena stranica (engl.)